# NBA Live 2001
NBA Live 2001 é um jogo eletrônico parte da série de jogos NBA Live que foi desenvolvido pela EA Sports e publicado pela Electronic Arts e lançado em 16 de Outubro de 2000.